# Rượu nếp
Rượu nếp (por vezes também designado rượu nếp bắc, significando literalmente "vinho de arroz do norte") é um pudim ou uma bebida do norte do Vietname feita com arroz glutinoso fermentado com levedura e cozido a vapor dentro de uma folha de bananeira. Possui uma cor rosada ou amarela, dependendo do tipo de arroz usado. Dependendo da sua consistência, pode ser considerado um pudim ou um vinho de arroz.
As versões mais espessas são consumidas com uma colher, enquanto as mais líquidas podem ser bebidas. O rượu nếp than é um vinho de arroz de cor castanha. Tanto este como o rượu nếp podem ser encontrados na Cidade de Ho Chi Minh, no mercado perto do bairro residencial da população norte-vietnamita.
Na região das Terras Altas do Centro, existe uma variante semelhante de vinho de arroz conhecida como rượu cần (literalmente "vinho de caule"), bebida de forma comunal de grandes jarros de barro, através de palhinhas compridas. O rượu cần pode ser feito a partir de arroz normal, de arroz glutinoso ou de milho, assim como de diversas ervas e folhas
Existe ainda outra variante de vinho de arroz conhecida como rượu nếp nương, feito com arroz glutinoso das áreas montanhosas de cultivo do noroeste do Vietname.
Muitos vietnamitas vêem o rượu nếp como uma comida saudável e acreditam que mata os parasitas
Existe um prato semelhante no sul do Vietname, conhecido como cơm rượu, consistindo em bolas feitas de arroz glutinoso branco embebidas em vinho de arroz moderadamente alcoólico.